# Auditorio Clyde
El Auditorio Clyde, conocido coloquialmente como "El Armadillo", es una sala de conciertos situada en Glasgow, Escocia, Reino Unido. El edificio está ubicado en el Queen's Dock (Muelle de la Reina) en el Río Clyde, al lado del Scottish Exhibition and Conference Centre (SECC).

## Historia

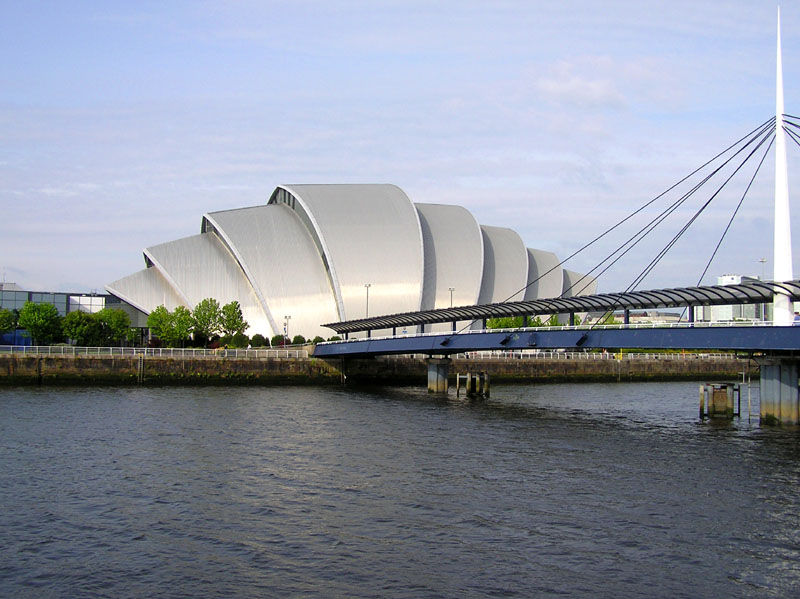
El Auditorio Clyde visto desde el otro lado del Clyde.

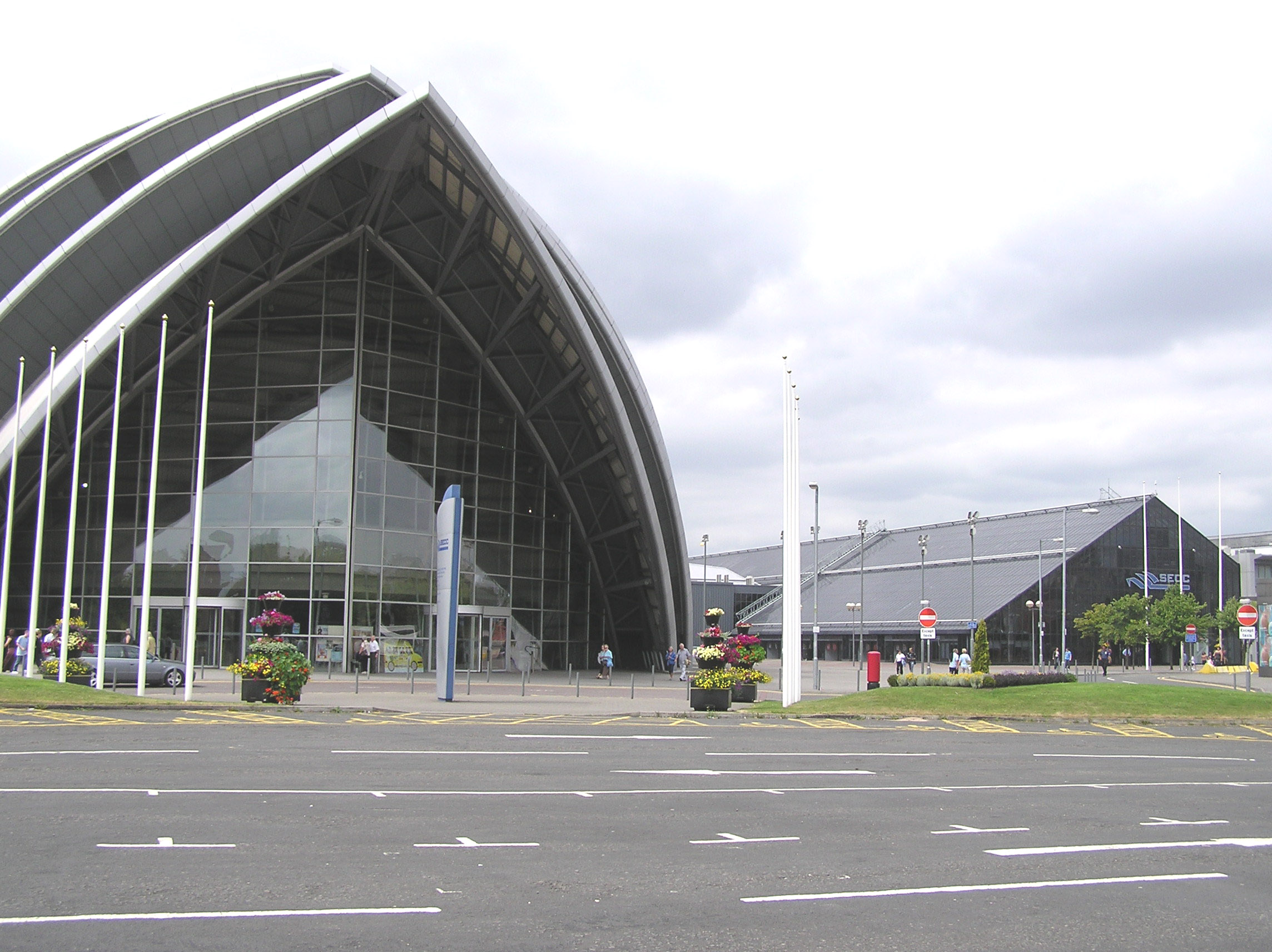
La fachada del Auditorio Clyde.

El proyecto de un nuevo edificio para aumentar la capacidad del complejo SECC se inició en 1995. Diseñado por los célebres arquitectos Foster and Partners, esta sala de conciertos de 1100 asientos se completó en 1997, momento en el que se había ganado su apodo afectuoso debido a la semejanza de su forma con la de un armadillo. Se ha comparado muchas veces con la Ópera de Sídney, aunque los arquitectos no se inspiraron en ella para el diseño, que en realidad pretendía ser una serie de cascos de barcos entrelazados, en referencia a la tradición naval del Clyde.
El edificio se ha convertido rápidamente en uno de los más reconocibles de Clydeside y uno de los símbolos del Glasgow moderno. Su éxito ha provocado la construcción de un tercer edificio en el complejo, la Scottish Hydro Arena.
Está conectado al Scottish Exhibition and Conference Centre y al hotel Crowne Plaza para facilitar el acceso y salida de los artistas de alto nivel.
La fachada del Auditorio Clyde apareció en un video promocional de la comedia animada The Simpsons, que parodia la famosa audición de Susan Boyle para Britain's Got Talent en enero de 2009.
Albergó las audiciones escocesas de Britain's Got Talent series 2 - 4 y las de las series 1 - 4 de The X Factor. Es el lugar donde se descubrió a Susan Boyle.
El ingeniero Ian Reilly apodó al auditorio “el Armadillo” durante su construcción.[cita requerida]
El edificio albergó las competiciones de halterofilia de los Juegos de la Mancomunidad de 2014, que se celebraron en Glasgow.